# Anderl von Rinn

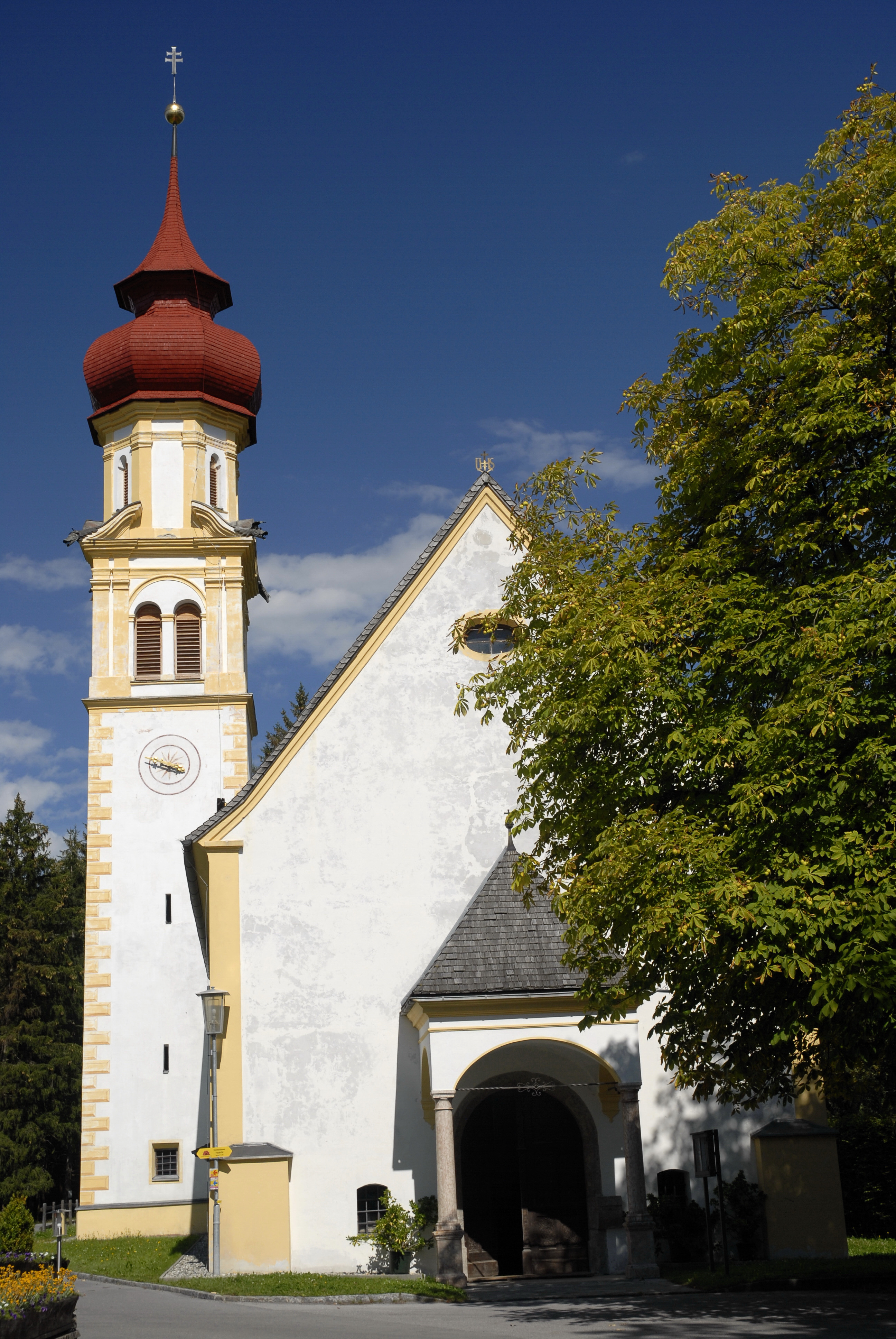
Kostel Navštívení Panny Marie v Judensteinu, dříve poutní Anderla z Rinnu

Anderl von Rinn, také Andreas Oxner z Rinnu (26. listopad 1459 Rinn, okres Innsbruck, Tyrolsko); 12. červenec 1462, Rinn) byl tříletý chlapec, nalezený v lese oběšený. Podle legendy ze 17. století byl rituálně zavražděn skupinou cizích Židů. Roku 1621 nebo 1677 byly jeho ostatky přeneseny do kostela Navštívení Panny Marie v Judensteinu u Rinnu, a staly se cílem úcty katolických poutníků. Na základě pochybností o existenci byl roku 1953 Andreas Oxner z katolického kalendáře innsbrucké diecéze vyškrtnut. Roku 1985 byly Anderlovy ostatky vyjmuty z oltáře a po historickém výzkumu v roce 1988 uzavřen závěr, že k mučednictví rituální vraždou nedošlo. V roce 1994 vydal tyrolský biskup Reinhold Stecher pro diecézi Innsbruck výnos o oficiálním zrušení Anderlova kultu v katolické církvi.

## Historie
Anderl se narodil nádeníkům Simonovi a Marii Oxnerovým. Podle jedné verze příběhu po smrti Anderlova otce matka tříletého chlapce Anderla svěřila do péče svého bratra, Johanna Mayera, hostinského v Rinnu. 12. července 1462 Anderl zmizel a jeho matka našla jeho tělo viset na stromě v nedalekém lese. Strýc tvrdil, že dítě prodal nějakým cestujícím obchodníkům. Tělo dítěte bylo pohřbeno na hřbitově v Ampassu bez jakéhokoli vyšetřování. V roce 1475 nebo až 1619 byly ostatky vyzvednuty na oltář místního kostela. Podle druhé verze prodal dítě z nedostatku peněz jeho otec.

## Legenda
V roce 1619 militantní katolík, lékař a spisovatel Hippolyt Guarinoni v tyrolském Hallu, kde působil, vyslechl lidové vyprávění o chlapci z Rinnu, zavražděném Židy. Zapsal je jako legendu a v roce 1621 společně s jezuity inicioval oslavy svátku. Koncem 17. století se oslavy konaly již v celém Tyrolsku.
Mezi léty 1677–1685 obyvatelé Rinnu slavnostně přenesli Anderlovy ostatky na oltář kostela do Rinnu, napodobili obdobný kult chlapce Simonina Simona z Tridentu. Údajné místo činu, známé jako „Judenstein“ (neboli Židovský kámen), se stalo poutním místem a ohniskem antisemitismu v této oblasti.
Příběh o Anderlově rituální vraždě, známý jako Der Judenstein (Židovský kámen), pochází z tyrolské ústní tradice a existuje v několika písemných verzích. Tiskem ho v letech 1816-1818 vydali bratři Grimmové ve svých Německých pověstech (Deutsche Sagen, č. 353).
Podle jejich verze v roce 1462 ve vesnici Rinn v Tyrolsku několik Židů přesvědčilo chudého farmáře, aby jim za velkou sumu peněz vydal své malé dítě. Vzali dítě do lesa, kde ho na velkém kameni umučili k smrti nevýslovně krutým způsobem. Kámen se od té doby nazývá Židovský. Poté pověsili zohavené tělo na břízu nedaleko mostu. Když k vraždě došlo, matka dítěte pracovala na poli. Náhle si na dítě vzpomněla, dostala o ně strach a vzápětí jí na ruku padly tři kapky čerstvé krve. Plná hrůzy spěchala domů a žádala své dítě. Manžel přiznal, co udělal. Chtěl jí ukázat peníze, které je vysvobodí z chudoby, ale ty se změnily v listí. Potom se otec zbláznil a zemřel zármutkem. Matka šla dítě hledat. Našla ho viset na stromě, sundala a odnesla ho do kostela v Rinnu. Leží tam dodnes a lidé na ně hledí jako na svaté. Také tam přenesli Židovský kámen.
Břízu, na které dítě viselo, podle legendy porazil jeden místní pastýř, ale když se ji pokusil odnést domů, zlomil si nohu a na následky zranění zemřel.